# 소수박물관
소수박물관(紹修博物館)은 경상북도 영주시에 있는 박물관이다.

## 연혁
- 2004년 9월 22일 : 개관

## 시설 현황
- 3층: 목조, 한식 기와지붕
- 2층: 사무실, 학예실, 훈증실
- 1층: 홀, 전시실, 휴게실, 수장고
- 지하1층: 기계실, 공조실, 전기실

## 같이 보기
- 소수서원